# Iwan Makarow (polityk)
Iwan Nikołajewicz Makarow ros. Иван Николаевич Макаров (ur. 4 listopada 1903 we Wiaznikach, zm. 15 grudnia 1989) – radziecki polityk, przewodniczący Komisji Rewizyjnej Komunistycznej Partii Białorusi (1971–1976), członek Biura Politycznego (Prezydium) KC KP(b)B/KPB (1947–1949 i 1956–1971).
Od 1926 w WKP(b), 1927–1932 studiował w Leningradzkim Instytucie Politechnicznym, 1932–1934 inżynier w Głównym Zarządzie Ludowego Komisariatu Przemysłu Ciężkiego ZSRR, 1934–1938 starszy inżynier w moskiewskiej fabryce. Od 1938 do czerwca 1939 zastępca przewodniczącego Pełnomocnej Komisji Kontroli Partyjnej przy KC WKP(b) w Białoruskiej SRR, od 18 czerwca 1939 do 15 maja 1940 członek Komisji Rewizyjnej Komunistycznej Partii (bolszewików) Białorusi, od czerwca 1939 16 kwietnia 1946 I sekretarz Komitetu Obwodowego KP(b)B w Mohylewie. Od 20 maja 1940 do 22 lutego 1971 członek KC KP(b)B/KPB, od września 1941 do stycznia 1943 sekretarz Komitetu Obwodowego WKP(b) w Kujbyszewie, potem sekretarz Komitetu Obwodowego WKP(b) w Uljanowsku. Od maja 1946 zastępca kierownika Wydziału Kadr KC KP(b)B, 1947–1948 szef Wydziału Weryfikacji Organów Partyjnych KP(b)B, 1947–1949 członek Biura Politycznego KP(b)B, później kierownik Wydziału Organów Partyjnych, Związkowych i Komsomolskich KP(b)B/KPB. Od 24 września 1952 do 24 stycznia 1956 zastępca członka, a od 27 stycznia 1956 do 22 lutego 1971 członek Biura Politycznego/Prezydium/Biura Politycznego KC KP(b)B/KPB. 1954–1958 kierownik Wydziału Organów Partyjnych KPB, od stycznia 1958 do lutego 1971 przewodniczący Białoruskiej Republikańskiej Rady Związków Zawodowych, od 24 lutego 1971 do 4 lutego 1976 przewodniczący Komisji Rewizyjnej KPB, od 6 lutego 1976 zastępca przewodniczącego tej komisji. Odznaczony dwoma Orderami Czerwonego Sztandaru Pracy (1958 i 1963).